# Ключ 119
Ключ 119 (трад. и упр. 米) — ключ Канси со значением «рис»; один из 29, состоящих из шести штрихов.
В словаре Канси есть 318 символов (из 49 030), которые можно найти c этим радикалом.

## История
Древняя идеограмма изображала зерна, вышелушенные из колосьев.
Самостоятельно иероглиф используется в значениях «очищенное зерно», «крупа».
В сочетаниях с другими иероглифами, кроме перечисленных выше, обозначает «Америка» (сокращенно от четырёх иероглифов, образующих название).
Это сильный ключевой знак, который может располагаться в различных частях сложных иероглифов.

Вид в Цзиньвэнь
Вид в Цзягувэнь
Вид в большой печати Чжуаньшу
Вид в малой печати Чжуаньшу

В словаре находится под номером 119.

## Примеры иероглифов
| Доп. штрихи | Иероглифы                                       |
| ----------- | ----------------------------------------------- |
| 0           | 米                                              |
| 2           | 籴 籵 籶                                        |
| 3           | 籷 籸 籹 籺 类 籼 籽 籾 籿 粀 粁 粂             |
| 4           | 粃 粄 粅 粆 粇 粈 粉 粊 粋 粌 粍 粎 粏 粐 粑    |
| 5           | 粒 粓 粔 粕 粖 粗 粘 粙 粚 粜 粝                |
| 6           | 粞 粟 粠 粡 粢 粣 粤 粥 粦 粧 粨 粩 粪 粫 粬 粭 |
| 7           | 粮 粯 粰 粱 粲 粳 粴 粵                         |
| 8           | 粶 粷 粸 粹 粺 粻 粼 粽 精 粿 糀 糁             |
| 9           | 糂 糃 糄 糅 糆 糇 糈 糉 糊 糋 糌 糍 糎          |
| 10          | 糏 糐 糑 糒 糓 糔 糕 糖 糗 糘                   |
| 11          | 糙 糚 糛 糜 糝 糞 糟 糠 糡 糢 糨                |
| 12          | 糣 糤 糥 糦 糧                                  |
| 13          | 糩 糪 糫 糬 糭                                  |
| 14          | 糮 糯 糰                                        |
| 15          | 糲                                              |
| 16          | 糱 糳 糴                                        |
| 17          | 糵                                              |
| 19          | 糶                                              |
| 21          | 糷                                              |

- Примечание: Ваш браузер может отображать иероглифы неправильно.